# Grabovica (gmina Sjenica)
Grabovica (cyr. Грабовица) – wieś w Serbii, w okręgu zlatiborskim, w gminie Sjenica. W 2011 roku liczyła 24 mieszkańców.